# Sosák

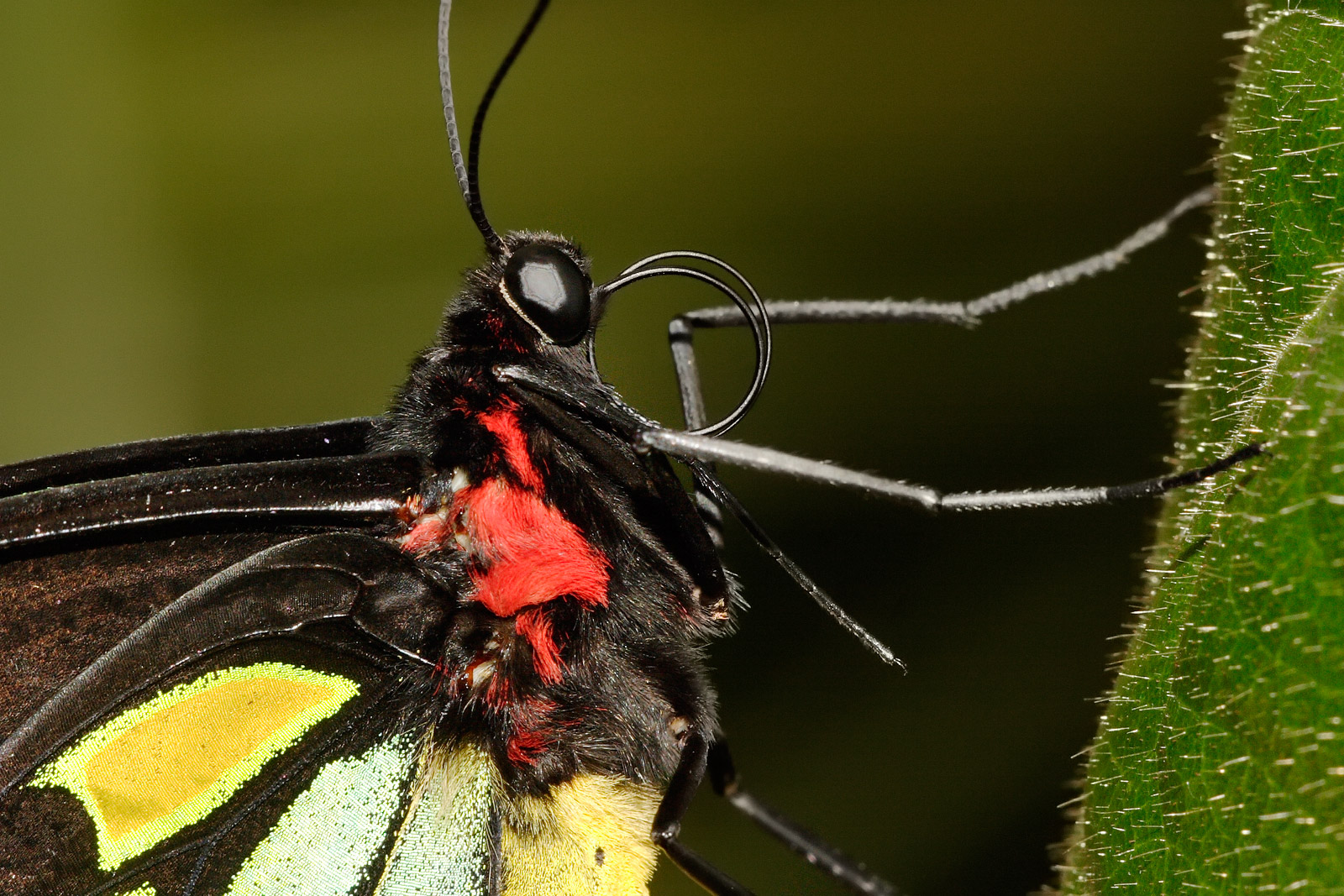
Velký sosák u motýla Ornithoptera euphorion

Sosák (někdy proboscis, někdy galea) je prodloužené trubicovité ústní ústrojí některých živočichů, sloužící k příjmu (zejména sání) potravy. Navzájem podobné struktury vznikaly během evoluce velmi často a jejich společné označení je založeno na podobném tvaru a funkci.
Sosák se vyskytuje u motýlů jako část kusadla spodního páru (vnější sanice).
Termínem proboscis se označuje také sací chobot plžů (tedy měkkýšů) a také část ústního ústrojí  pásnic (Nemertea) a vrtejšů (Acanthocephala). Proboscis je také odborný výraz pro chobot slonů.